# Victor Vescovo
Victor Lance Vescovo (Dallas, 1966) é um investidor norte-americano de capital privado, oficial da marinha aposentado e explorador submarino. Ele é conhecido como o "Elon Musk do fundo do mar". Ele é co-fundador e sócio-gerente da Insight Equity Holdings, empresa de private equity.

## Biografia
Victor cresceu em Dallas, Texas, onde se formou na St. Mark's School of Texas. Ele é bacharel em Economia e Ciência Política pela Universidade de Stanford, possui mestrado em Estudos de Defesa e Controle de Armas (Ciências Políticas) pelo Massachusetts Institute of Technology e MBA pela Harvard Business School, onde foi um Baker scholar.

## Carreira
Em 2002, ele co-fundou a Insight Equity, uma empresa de private equity especializada em adquirir e melhorar o desempenho de empresas do tipo industrial. Suas áreas específicas de especialização são nas indústrias de defesa, aeroespacial e eletrônica. Ele é presidente do Conselho de Administração da Micross Components, da Precision Holdings, da LDX Technologies e da Virtex Enterprises, que fornecem, respectivamente, serviços de chips semicondutores, usinagem de precisão, tecnologias de controle de poluição industrial e montagem de eletrônicos de defesa.

### Carreira militar
Em 2013, ele se aposentou da Reserva da Marinha dos Estados Unidos como Comandante (O-5), tendo atuado por mais de vinte anos como oficial de inteligência operacional em várias funções em todo o mundo, incluindo viagens no USS Nimitz e no USS Blue Ridge, e como instrutor de oficial de inteligência no Naval Aviation Warfighting Development Center (também conhecido como "Strike University").

## Expedição Five Deeps
Vescovo liderou a Expedição Five Deeps, com o objetivo de mapear e visitar completamente o fundo de todos os cinco oceanos do mundo até o final de Setembro de 2019.
Em Dezembro de 2018, ele se tornou a primeira pessoa a atingir o ponto mais profundo do Oceano Atlântico, pilotando o DSV Limiting Factor, um sistema submarino de US$ 50 milhões (Triton 36000/2) - incluindo sua embarcação de apoio DSSV Pressure Drop e seus três landers robóticos - 8.375 metros abaixo da superfície do oceano até a base da Fossa de Porto Rico.
Em 3 de Fevereiro de 2019, ele se tornou a primeira pessoa a chegar ao fundo do Oceano Antártico, na parte sul da Fossa Sandwich do Sul.
Em Abril de 2019, Vescovo desceu quase 11 km até o ponto mais profundo do Oceano Pacífico - o Challenger Deep, na Fossa das Marianas. Em sua primeira descida, ele pilotou o DSV Limiting Factor a uma profundidade de 10.928 m, um recorde mundial de 16 m. Mergulhando pela segunda vez em 1º de Maio, ele se tornou a primeira pessoa na história a mergulhar duas vezes no Challenger Deep, encontrando "pelo menos três novas espécies de animais marinhos" e "algum tipo de lixo plástico". Entre as criaturas subaquáticas encontradas por Vescovo, havia um peixe-caracol a 26.250 pés e uma echiura a quase 23.000 pés, que era o nível mais profundo em que as espécies já haviam sido encontradas.
Em 7 de Maio de 2019, Vescovo, juntamente com Alan Jamieson, completou um mergulho no fundo do Sirena Deep, a cerca de 128 milhas a nordeste de Challenger Deep. O tempo gasto foi de 176 minutos.
Ele completou a Expedição Five Deeps em 24 de Agosto de 2019, quando atingiu 5.550 m no fundo do Molloy Deep, no Oceano Ártico. Ele foi o primeiro humano da história a chegar a esse local.

### Outras atividades
Ele também completou o Explorer's Grand Slam, que exige escalar os Sete Cumes, assim como esquiar pelo menos 100 quilômetros até os pólos Norte e Sul. Ele é certificado como um piloto multi-motor a jato e helicóptero, bem como um piloto de teste submarino.